# Hoplosauris limnetes
Hoplosauris limnetes är en fjärilsart som beskrevs av Louis Beethoven Prout 1923. Hoplosauris limnetes ingår i släktet Hoplosauris och familjen mätare. Inga underarter finns listade i Catalogue of Life.